# Jakob Grimminger
Jakob Grimminger (ur. 25 kwietnia 1892 Augsburgu, zm. 28 stycznia 1969 w Monachium) – niemiecki działacz polityczny, członek SS, zausznik Adolfa Hitlera i chorąży pocztu sztandarowego tzw. Sztandaru krwi (niem. Blutfahne), ceremonialnej nazistowskiej flagi.

## Życiorys
Urodził się w Augsburgu w Bawarii. W wieku szesnastu lat zgłosił się na ochotnika do armii. Podczas I wojny światowej, między 1914 a 1917 r. był mechanikiem w pułku lotniczym, później brał udział w kampanii pod Gallipoli i po rocznym pobycie w Palestynie wrócił do Niemiec. Na froncie odznaczony został Krzyżem Żelaznym 2 klasy, a po powrocie medalem bawarskim. W kwietniu 1919 r. odszedł z wojska i zajął się pracą w cywilu. W 1922 r. wstąpił do partii nazistowskiej i został członkiem SA. 9 listopada 1923 r. w czasie puczu monachijskiego niósł słynny Blutfahne, który później stał się dla nazistów symbolem. W 1926 r. po zakończeniu służby w Brunatnym Domu, głównej siedzibie NSDAP, został wybrany na członka SS. Za swoje zasługi dla SA i SS był wielokrotnie awansowany i ostatecznie dotarł do stopnia Standartenführera (odpowiednik pułkownika). Zasiadał też w radzie miejskiej w Monachium. Jako członek SS otrzymał zaszczyt noszenia splamionej krwią podczas puczu monachijskiego flagi w czasie ważnych uroczystości, m.in. zjazdów w Norymberdze. Udekorowano go też trzema najważniejszymi orderami NSDAP: Złotą Odznaką Partii, Orderem Krwi i Koburger Ehrenzeichen.
Po zakończeniu II wojny światowej został przez aliantów postawiony przed sądem. Za swoją przynależność do SS nie poszedł do więzienia, ale całe jego mienie skonfiskowano.
W 1948 r. zamieszkał w Monachium i został aktywistą politycznym. Próbował zostać radnym miasta, jednak jego przeszłość mu to uniemożliwiła. Zmarł w biedzie w 1969 r.